# Yaser Yıldız
Yaser Yıldız (Adapazarı, 1 juni 1988) is een Turks voetballer.
Yıldız speelde als aanvaller voor Manisaspor in de Turkse Süper Lig, waar hij een vierjarig contract tekende. Voor Galatasaray speelde Yıldız bij Kartalspor en Denizlispor. Yıldız scoorde de winnende goal in de met 2-1 gewonnen wedstrijd tegen AC Bellinzona in de eerste ronde van de UEFA Cup. Op de laatste dag van het transferseizoen 2009/2010 werd hij ingeruild voor keeper Ufuk Ceylan, waar ook Mehmet Guven in de deal werd betrokken. 